# A Piece of Americana
A Piece of Americana is de derde ep van de Amerikaanse punkrockband The Offspring, uitgebracht op 17 november 1998 door Columbia Records, op dezelfde dag als Americana werd uitgebracht. Deze ep bevat alle vier de singles: Pretty Fly (for a White Guy), The Kids Aren't Alright, Why Don't You Get a Job? en "She’s Got Issues" en het nummer "Feelings" die op het volgende album van de band zouden verschijnen, hoewel sommige lichtjes werden aangepast voor de Americana-albumversie. 

## Nummers
| No. | Titel                                                            | Lengte |
| --- | ---------------------------------------------------------------- | ------ |
| 1.  | The Kids Aren't Alright                                          | 3:00   |
| 2.  | Pretty Fly (for a White Guy)                                     | 3:08   |
| 3.  | "She's Got Issues"                                               | 3:48   |
| 4.  | Why Don't You Get a Job?                                         | 2:52   |
| 5.  | "Feelings" (parody van Morris Albert en Louis Felix-Marie Gaste) | 2:52   |

## Betrokkenen

### The Offspring
- Dexter Holland – zang, slaggitaar
- Noodles – leadgitaar, achtergrondzang
- Greg K. – basgitaar, achtergrondzang
- Ron Welty – drums

### Aanvullende musici
- Higgins X-13 - aanvullende zang op "Pretty Fly (for a White Guy)"
- Heidi Villagran & Nika Frost – aanvullende zang op "Pretty Fly (For a White Guy)" en "Why Don’t You Get a Job?"
- Davey Havok, Jack Grisham & Jim Lindberg - achtergrondzang
- Derrick Davis - fluit op "Why Don’t You Get a Job?"
- Gabrial McNair en Phil Jordan - hoorns op "Why Don’t You Get a Job"